# Башня Гедимина
Ба́шня Гедими́на (Башня Гедиминаса, лит. Gedimino pilies bokštas) — памятник истории и культуры в Вильнюсе. Западная башня Верхнего замка, построенного в 1419—1422 годах при Витовте. Прежде её строительство ошибочно приписывалось его деду Гедимину.
Расположена в западной части Замковой горы, находящейся в историческом центре города и возвышающейся на 48 м от подошвы (143 метра над уровнем моря). Башня в три этажа восьмиугольной формы (нижняя часть четырёхугольная), высотой 20 м, сложена из нетесаного бутового камня и красного кирпича. Над башней на флагштоке развевается государственный флаг. Со смотровой площадки наверху открывается вид на Старый город и долину Вилии.
Подняться к башне по Замковой горе можно пешком, по проложенной в 1895—1896 годах спиралевидной дорожкой по склону горы, либо (платно, 1 евро в 2021 году) на фуникулёре. С башней на Замковой горе соседствуют развалины Верхнего замка — фундамент южной башни и фрагмент оборонительной стены.

## История

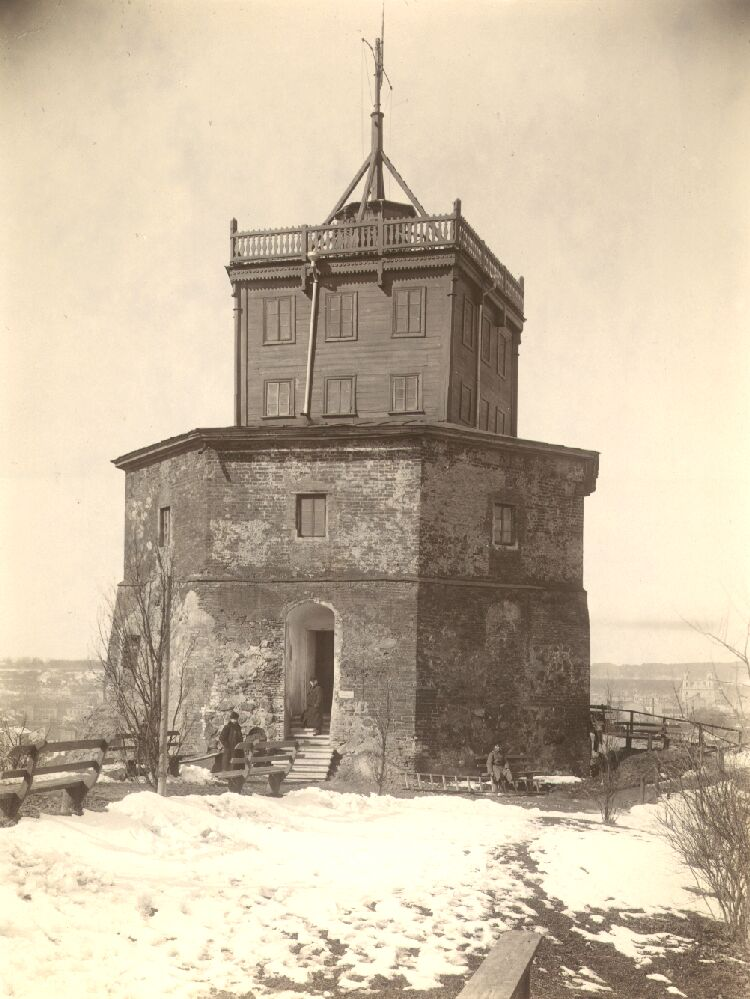
Башня Гедимина, 1912 год

Законсервированные развалины и башня Гедимина сохранились от Верхнего замка конца XIV — начала XV века, располагавшегося на Замковой горе, где, как предполагают, уже с XIII века, то есть ещё до Гедимина, существовал деревянный замок. Пострадавшие во время осад крестоносцами в 1365—1402 годах и пожара 1419 года Верхний и Нижний замки восстанавливал и укреплял внук Гедимина великий князь Витовт.
Верхний замок, в отличие от Нижнего, не использовался правителями Литвы в качестве жилого и репрезентационного помещения, а был арсеналом и цейхгаузом. С развитием артиллерии замки утрачивали своё военное значение. В XVII веке Верхний замок пришёл в запустение. Некоторое время в XVII — XVIII веках в его помещениях располагалась тюрьма для шляхтичей.
Во время войны Речи Посполитой с Русским царством город в 1655 году был захвачен царским войском. Летом 1660 года польско-литовские войска отбили город, но не смогли сходу взять Верхний замок, где укрылся русский гарнизон (от 700 до 1300 человек) под командованием князя Даниила Ефимовича Мышецкого и обстреливал наступающих из пушек. Осада длилась 16 месяцев и закончилась в ноябре 1661 года капитуляцией гарнизона (в котором уцелело всего 78 человек; Мышецкий планировал взорвать замок, но прознавшие об этом солдаты открыли ворота осаждающим и передали своего коменданта в их руки). Претерпевший при осаде значительные разрушения Верхний замок уже не восстанавливался.
В XIX веке были снесены остатки южной и северной башен. На сохранившихся двух этажах кирпичной западной башни в 1832 году (по другим сведениям в 1838 году) была сооружена двухэтажная деревянная надстройка с маяком оптического телеграфа Санкт-Петербург — Варшава и с помещениями для солдат и офицеров. До 1878 года Замковая гора и часть бывшего Нижнего замка входили в состав крепости второй категории. С её ликвидацией гора и развалины замка стали доступны для посещения.

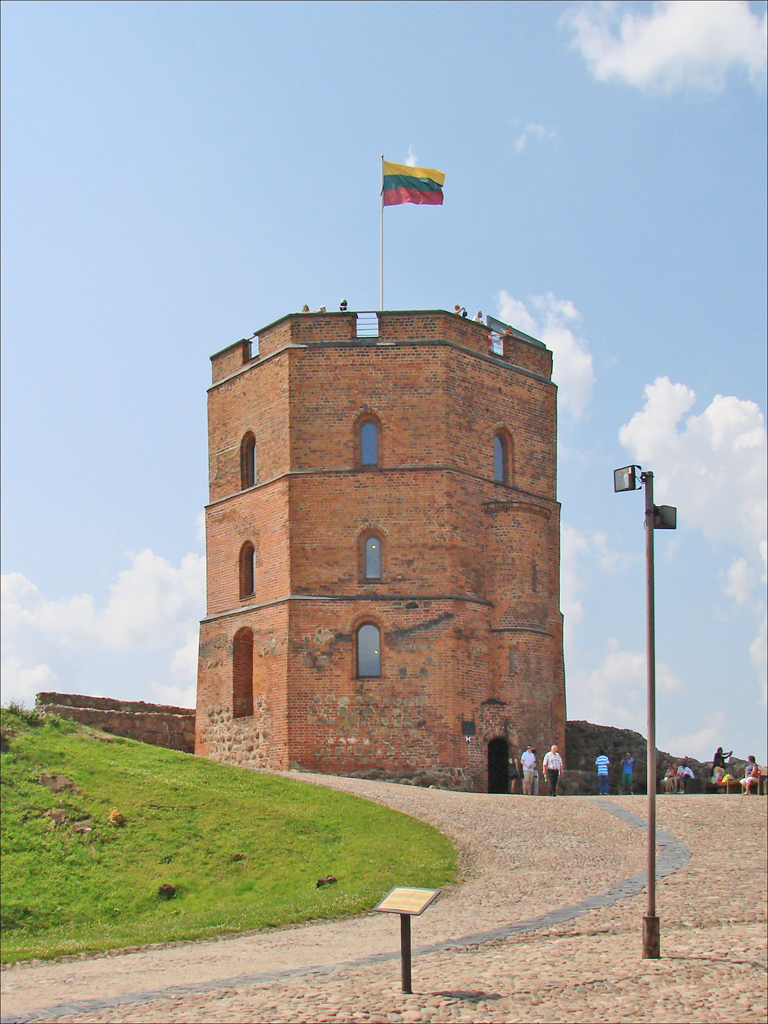

Надстройка на башне служила пожарной каланчой, в кирпичных нижних этажах располагалась кофейня. После Первой мировой войны деревянная надстройка была разобрана. В 1930-е годы, когда город принадлежал Польше, поляками был отстроен заново третий этаж башни, отчего она приобрела законченный вид. Башня значительно пострадала во время Второй мировой войны. В 1948—1960 годах, когда Литва была в составе Советского Союза, башня была отреставрирована и приведена в порядок прилегающая территория. Позднее ремонтно-реновационные работы проводились в 1995 году.
В 2010 году было обнаружено оползание горы,  и до конца года были проведены основные работы по укреплению и прекращению оползания на Нижней террасе, работы продолжались и два последующих года. Тем не менее, в конце 2011 года на горе началась вырубка деревьев, осуществляемая VĮ "Lietuvos paminklai" при финансовой поддержке министерства культуры Литвы. На первом этапе вырубили около 200 деревьев, осталось около 80. К апрелю 2013 года на горе были вырублены абсолютно все деревья, что значительно ухудшило состояние горы и увеличило количество оползней. В 2016 году Замковую гору пришлось временно закрыть для посещения.

## Символическое значение

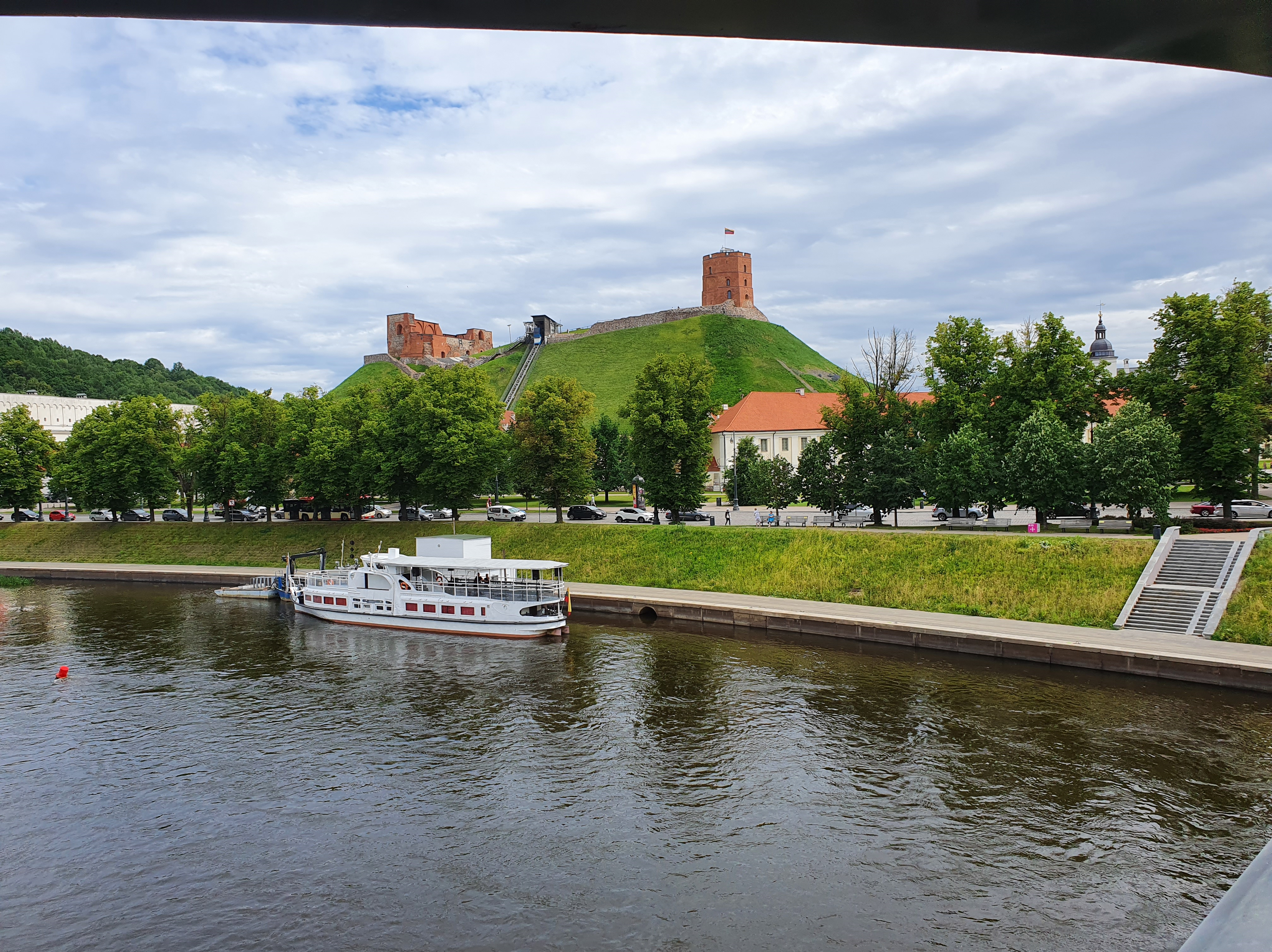
Вид на Замковую гору с другого берега Вилии

Башня имеет историческое, историко-культурное и, как пример кирпичной готики, архитектурное значение. В XX веке башня приобрела значение эмблемы и символа не только города, но и Литовского государства, её изображение замещало настоящий герб города и использовалось в разнообразных сувенирах.
Смены завоевателей и режимов ознаменовывались сменой флага на башне. На башне Гедимина впервые литовский флаг был поднят 1 января 1919 года небольшой группой добровольцев литовской армии под командованием Казиса Шкирпы. Однако вскоре началась советско-польская война, в ходе которой власть в городе менялась. Литовский триколор подняли на башне 26 августа 1920 года, после того, как большевики передали Вильно Литве по Московскому договору. 9 октября 1922 года Вильно был захвачен 1-й Литовско-белорусской дивизией польского генерала Люциана Желиговского, и на башне был поднят флаг Польши. 19 сентября 1939 года Вильно и окрестности заняла Красная Армия. Поскольку согласно довоенному секретному дополнительному протоколу к Договору о ненападении между Германией и СССР обе договаривающиеся стороны согласились в том, что признают «интересы Литвы в отношении Виленской области», 3 октября 1939 года в Москву прибыл министр иностранных дел Литвы Ю.Урбшис и вечером того же дня советская сторона предложила Вильно Литве в рамках трактата о взаимной помощи. 10 октября 1939 года в Москве был подписан Договор о передаче Литовской республике города Вильно и Виленской области и о взаимопомощи между Советским Союзом и Литвой. 22 октября 1939 года в Вильно прибыли первые литовские полицейские, 27 октября в город вошли части литовской армии, а 28 октября церемония встречи литовских войск была проведена официально, с поднятием на башне Гедимина литовского флага. 3 августа 1940 года Литва вошла в состав СССР и литовский триколор был спущен. 7-14 июля 1944 года во время Вильнюсской операции по освобождению города от немцев помимо 100 тысяч солдат Третьего Белорусского фронта участвовали и 12,5 тысяч бойцов польской Армии Крайовой (операция «Острая брама»). 13 июля в 11 часов боец «Армии Крайовой» Артур Рихтер, исполняя польскую мечту, взобрался на башню Гедимина и поднял там бело-красный флаг Польши. По воспоминаниям офицера НКВД Н. Н. Душанского поляки даже открыли огонь по бойцам Красной Армии. Пришлось штурмом взять гору и сменить польское знамя на советское. Однако со слов участника тех событий Ежи Йенца 17 июля польский флаг снова висел на башне. В дальнейшем польский и советский флаги на башне несколько раз сменяли друг друга. После Второй мировой войны на башне развевался флаг Литовской ССР.

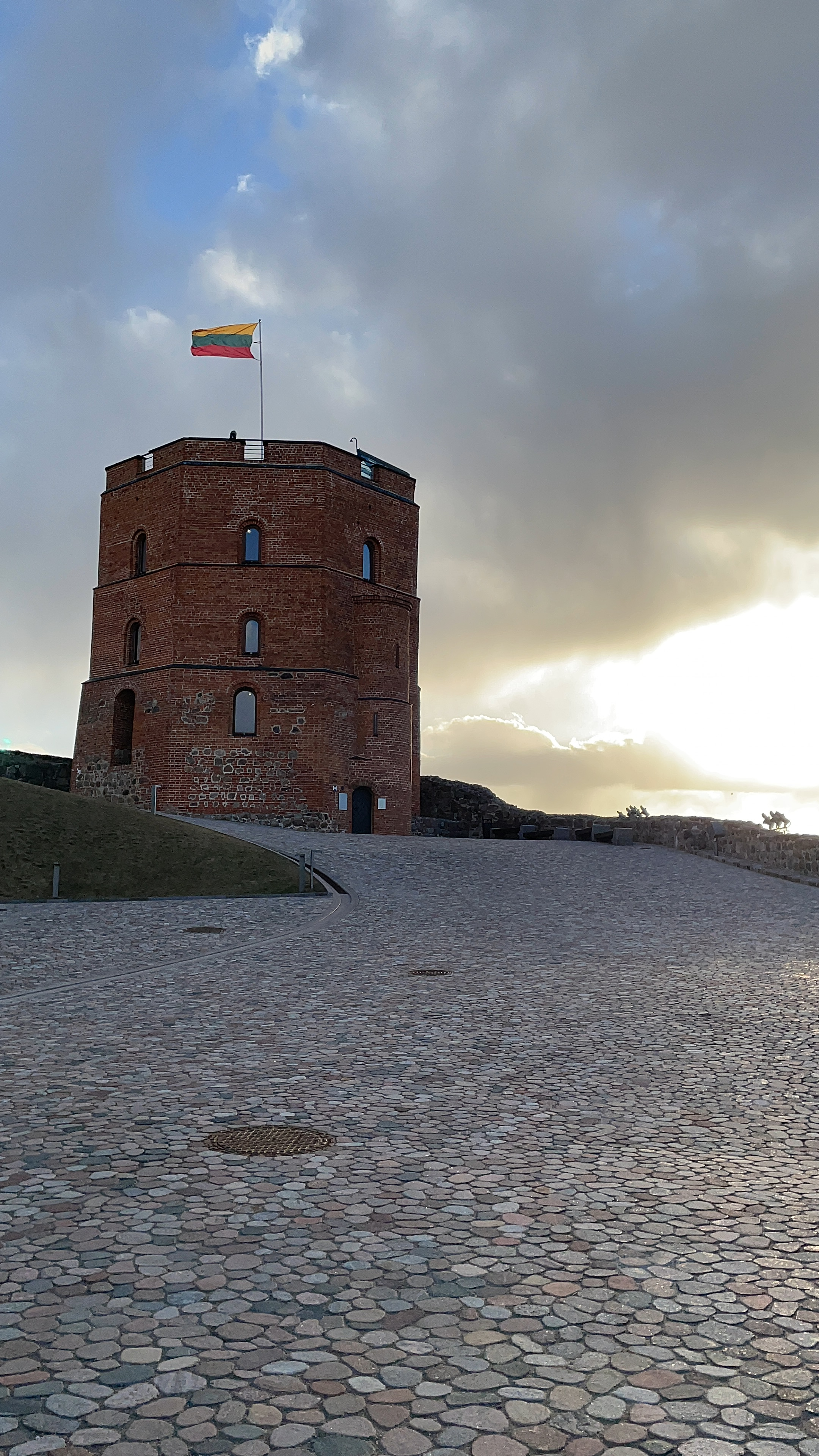
Башня Гедимина

7 октября 1988 года, по инициативе движения Саюдис, состоялась церемония водружения довоенного флага Литвы, в тот период трактуемого как неофициальный, но уже и не запрещённый национальный флаг (18 ноября 1988 года флаг был узаконен сессией Верховного Совета как государственный флаг Литовской ССР). В память о первом водружении флага на башне установлен памятный день — День флага Литвы. В этот день, 1 января, ежегодно проходит торжественная церемония смены флага на башне.

## Музейная экспозиция
С 1960 года в башне располагается филиал Литовского национального музея с экспозицией, посвящённой истории города: археологические находки, образцы доспехов и оружия, макеты вильнюсских замков. Экспозиция существенно обновилась после ремонтно-реновационных работ, проведённых в 1995 году. 